# 鄭桑溪
鄭桑溪（1937年5月14日—2011年2月2日），臺灣基隆市人，曾任職行政院新聞局攝影室，以1950到1960年代拍攝基隆等寫實照片聞名，也是臺灣首位在電視作攝影教學的攝影家。

## 生平

### 學生時期
鄭桑溪生於1937年5月14日，為雲門舞集舞者鄭淑姬的長兄，家族在基隆市開設西餐廳與在正濱漁港開設漁船公司。高二時他首次幫同學拍攝，便產生攝影興趣，便自己買一台二手的信濃牌相機學習。
1955年，時為成功中學學生的鄭桑溪，加入柯傳義、楊秋源、潘文宏等基隆、台北地方人士組成的「新穗影展」，受教於張才。鄭桑溪自認攝影生涯第一張作品，是1956年在自家基隆口外望所拍的「方與圓」，構圖簡潔又景深幽遠。鄭桑溪承襲張才的社會寫實觀點，以1950到1960年代拍攝基隆的影像奠定攝影界的地位。多年後，鄭桑溪為基隆拍攝的種種照片，獲基隆文化中心作為史料照片。
對於攝影觀，鄭桑溪自道非常注重突顯主題、簡潔構圖、人物自然，並呈現「拍攝者不在場」。他在取材上，叛逆的、批判性的題材較少。張照堂評論鄭桑溪作品在寫實之外，還具冷靜的詩意。鄭桑溪被採用最多的作品是一張蒸氣火車頭的照片。為1959年拍攝一名兩肩挑擔的挑夫走在火車鐵軌上，背後有四部冒著白煙的火車頭，呈現台灣社會轉型的時刻。鄭桑溪回憶道，此照片是他在基隆市高砂橋上拍的多張之一，唯獨這張最具感染力，成為台灣出名的蒸汽火車頭相片。
鄭桑溪讀成功高中時曾因病休學，至1959年考上政治大學新聞系。1960年暑假，他以救國團幼獅社攝影記者的身分，去蘭嶼拍攝。他在蘭嶼的一個月，以「蘭嶼雅美婦人」為攝影代表作，取景構成典雅大方，又描繪了族人容姿、習俗與環境景觀，獲得台北攝影沙龍優秀作家獎及最佳作品獎第一名。22歲，鄭桑溪擔任成功中學攝影社指導老師，指導了張照堂。
1961年，鄭桑溪創辦政治大學攝影社後，受張才人文寫實攝影理念影響，偕同尚為女友的妻子郭春英去拍攝九份。對1960年代寫實攝影受到郎靜山領導的中國攝影學會壓抑的說法，鄭桑溪認為這是年輕攝影家不了解而產生的批評。自1963年基隆市攝影學會創辦後，鄭桑溪擔任長達11屆的理事長，培養攝影人才。

### 從事攝影
1964年，鄭桑溪至行政院新聞局攝影室工作。在新聞局工作三年期間，他所拍攝的雙十節閱兵、蔣中正總統的揮手答禮等別緻生動，不像官方照片刻意。
1950年代到1970年代，台北市博愛路美而廉餐廳老闆陳雁賓，無條件為攝影同好提供4樓餐廳空間作展覽，讓郎靜山、張才、鄧南光、李鳴鵰、鄭桑溪、張照堂等人在此聲名崛起。1965年，張照堂、鄭桑溪在美而廉展示數十幅標榜為「現代攝影」的作品，受到洛夫撰文稱讚。
1967年，鄭桑溪受時任台視攝影記者莊靈介紹，擔任臺灣首個講談攝影的《攝影漫談》電視節目主持人。《攝影漫談》播映到結束為該年3月至9月。1968年，鄭桑溪進入《綜合月刊》和《婦女雜誌》專任攝影，以拍攝紅葉少棒隊專題，蜚聲臺灣攝影界。
台灣攝影界自彭瑞麟開始，多位攝影師都有日本留學經驗。1969年，鄭桑溪於年至早稻田大學文學研究科研習演劇和電影四年，最後以「台灣演劇研究」得到碩士論文。
1975年，鄭桑溪與徐清波等組成「鄉土文化攝影群」，推行鄉土紀實攝影。1986年，鄭桑溪受聘任教銘傳商專大傳科。

### 晚年生活
1989年9月25日，由張照堂策劃主編、心岱執行製作的台灣第一套攝影家叢書《台灣攝影家群象》正式發表，首批六人為張照堂、鄭桑溪、鄧南光、王信、侯聰慧、劉振祥。
1995年，鄭桑溪在施合鄭基金會贊助旅費下，赴北極作攝影。與其他台灣第一批造訪北極的遊客自莫曼斯克出發。
2011年2月2日上午11點48分，鄭桑溪因胰臟癌於汐止國泰醫院病逝，葬於基隆南榮公墓。5月14日到6月5日，「影像．紀實．鄭桑溪」紀念展在基隆文化中心舉行。

## 逸事
臺灣首宗侵害著作權提告案例是湯城影業公司拍攝電影《舊情綿綿》未經告知而用鄭桑溪的作品，被基隆市攝影學會陳健全發現。1988年末，鄭桑溪告知記者說湯城若拿出一筆合理的賠償金，他願庭外和解。最後，鄭桑溪將賠償金50多萬全數捐給消費者文教基金會。
2015年，中華民國外交部的台灣美食文化網未經授權就登載鄭桑溪《鄭桑溪港都舊情》書籍照片，事後外交部以多通電話解釋致歉並與遺族簽訂和解書。

## 出版專書
- 鄭桑溪. . 基隆市立文化中心. 1990.

- 鄭桑溪. . 躍昇文化. 1991. ISBN 9789576300028.

- 鄭桑溪. 楊永智 , 编. . 國立臺灣博物館. 2018. ISBN 9789860571790.